# Campionato sudamericano di rugby 1964
Il campionato sudamericano di rugby 1964 (in spagnolo Sudamericano de Rugby 1964; in portoghese Campeonato Sul-Americano de Rugby de 1964) fu il 4º campionato continentale del Sudamerica di rugby a 15.
Si tenne in Brasile dal 15 al 22 agosto 1964 tra quattro squadre nazionali e fu vinto dall'Argentina, al suo quarto successo, assoluto e consecutivo.
Il torneo fu organizzato dall'União de Rugby do Brasil, organismo di governo predecessore dell'attuale federazione, che invitò, oltre alla formazione campione uscente dell'Argentina, anche il Cile e l'Uruguay; le gare si tennero presso il terreno interno dello SPAC di San Paolo.
Secondo pronostico la vittoria dell'Argentina, al suo quarto successo su altrettante partecipazioni, da rilevare invece il secondo posto del Brasile, alla sua miglior prestazione nel torneo fino a quel momento.
Il valore delle marcature, come stabilito dall’IRFB nel 1948, era: 3 punti per ciascuna meta (5 se trasformata), 3 punti per la realizzazione di ciascun calcio piazzato, mark o drop.

## Squadre partecipanti
- Argentina
- Brasile
- Cile
- Uruguay

## Risultati

### 1ª giornata
| Arbitro: | Kenneth Hunter |

|                                      |      |       |
| Goti (2) Lasalle Loyola Neri Schmitt | mt   |       |
| Molina Berro (2)                     | tr   |       |
|                                      | c.p. | Lerma |
| Molina Berro                         | drop | Lerma |

| Arbitro: | Alberto Camardón |

|                         |      |                                |
| J. Bush Franklin Pawson | mt   | Barrios Martínez Mingo Velasco |
| Truscott (2)            | tr   | Barrios (2)                    |
| Truscott                | c.p. |                                |

### 2ª giornata
| Arbitro: | Alberto Camardón |

|                     |      |                 |
| Barrios Kittsteiner | mt   | Soto (2)        |
| Mingo               | tr   |                 |
|                     | c.p. | Cassarino       |
|                     | drop | Cassarino Lerma |

| Arbitro: | Ian Murrie |

|             |      |                                                                             |
| L. Bush     | mt   | C. Contepomi Dartiguelongue Etchegaray Goti McCormick Molina Berro Neri (2) |
| M. Truscott | tr   | Molina Berro (2) Queirolo                                                   |
| M. Truscott | c.p. |                                                                             |

### 3ª giornata
| Arbitro: | Jorge Ardañaz |

|                                      |      |                 |
| Etchegaray Goti Loyola Otaño Schmitt | mt   | Dickson Velasco |
| Molina Berro (3)                     | tr   | Mingo           |
| Molina Berro (2)                     | c.p. |                 |
| Queirolo                             | drop |                 |

| Arbitro: | Ian Murrie |

|                 |      |          |
| D. Bush (2)     | mt   | Saavedra |
|                 | tr   | Lerma    |
| M. Truscott (3) | c.p. | Lerma    |

## Classifica
| Pos | Squadra   | G | V | N | P | PF | PS | DP  | Pt |
| --- | --------- | - | - | - | - | -- | -- | --- | -- |
| 1   | Argentina | 3 | 3 | 0 | 0 | 85 | 22 | +63 | 6  |
| 2   | Brasile   | 3 | 1 | 1 | 1 | 39 | 54 | −15 | 3  |
| 3   | Uruguay   | 3 | 1 | 0 | 2 | 29 | 48 | −19 | 2  |
| 4   | Cile      | 3 | 0 | 1 | 2 | 32 | 61 | −29 | 1  |